# Військово-морські сили Кіпру
Кіпрське військово-морське командування ( грец. Ναυτική Διοίκηση Κύπρου , тур. Kıbrıs Deniz Kuvvetleri ) (також відоме як військово-морські сили Кіпру) —  морські сили Національної гвардії Кіпру. Головна місія військово-морського командування - захист морських кордонів Республіки Кіпр. Але наразі воно не має доступу до вод навколо Північного Кіпру, які контролюються ВМС Туреччини після турецького вторгнення на Кіпр у 1974 році. 
Військово-морські сили Кіпру не мають основних чи інших великих військових кораблів, але оснащені патрульними кораблями,  десантними катерами, ракетними системами «земля-земля» та інтегрованими радіолокаційними системами, а також мають у складі військово-морські підрозділи спеціального призначення типу SEAL.